# Платтлінг
Платтлінг (нім. Plattling) — місто в Німеччині, знаходиться в землі Баварія. Підпорядковується адміністративному округу Нижня Баварія. Входить до складу району Деггендорф.
Площа — 35,90 км2. Населення становить 12 948 ос. (станом на 31 грудня 2020).